# Winnie Shaw
Winifred (Winnie) Shaw (Glasgow, 18 januari 1947 – Woking, 30 maart 1992) was een tennisspeelster uit het Verenigd Koninkrijk. Shaw speelde rechtshandig. Zij was actief in het internationale tennis van 1965 tot in 1979.
Op 2 oktober 1972 trad Shaw in het huwelijk met tennisser Keith Wooldridge. Daarna schreef zij zich op toernooien in onder de naam Winnie Wooldridge.
Zij overleed in 1992. In 2002 werd zij opgenomen in de Scottish Sports Hall of Fame.

## Loopbaan

### Enkelspel
Reeds in 1964, op zeventienjarige leeftijd, won Shaw plaatselijke toernooien, zoals het Central District Championship in Stirling (Schotland), het toernooi van Grantown-on-Spey (Schotland) en het Scottish Covered Court Championship in Largs (Schotland). In 1965 had zij haar grandslamdebuut op Wimbledon.
In 1966 stond zij voor het eerst in een internationale finale, op het toernooi van Manchester – zij verloor van de Amerikaanse Billie Jean King. In 1968 veroverde Shaw haar eerste internationale titel, op het toernooi van Pörtschach, door de Mexicaanse Elena Subirats te verslaan. In totaal won zij twee internationale titels, de andere in 1969 in Brisbane. In haar negen verloren finales was het vijfmaal Margaret Court die de titel opeiste.
Haar beste resultaat op de grandslamtoernooien is het bereiken van de halve finale, eenmaal op het Australian Open 1970 en andermaal op het Australian Open 1971.

### Dubbelspel
Shaw behaalde in het dubbelspel betere resultaten dan in het enkelspel. In 1964 won zij ook in het dubbelspel plaatselijke toernooien, zoals het Central District Championship in Stirling (Schotland), het South Of Scotland Championship in Moffat (Schotland), het toernooi van Grantown-on-Spey (Schotland) en het Scottish Covered Court Championship in Largs (Schotland). In 1965 had zij haar grandslamdebuut op Wimbledon.
In 1966 stond zij voor het eerst in een internationale finale, op het toernooi van South Orange, samen met landgenote Virginia Wade – zij verloren van Rosie Casals en Billie Jean King. In 1968 veroverde Shaw haar eerste internationale titel, op het toernooi van Pörtschach, geflankeerd door landgenote Nell Truman. In oktober en november van dat jaar nam zij deel aan een reeks van vijf toernooien bekend als de Dewar Cup, met de Amerikaanse Mary-Ann Eisel aan haar zijde – op alle toernooien bereikten zij de finale, waarvan zij alleen die in Stalybridge wonnen; de overige toernooien vonden plaats in Perth (Schotland), Aberavon (Wales), Torquay (Engeland) en de Dewar Cup-finale in Londen. In totaal won zij acht internationale titels (waarvan zes in het Verenigd Koninkrijk), de laatste in 1978 in Surbiton (Surrey). Daarnaast bereikte zij 25 finales die zij niet kon verzilveren, in acht verschillende landen: Verenigd Koninkrijk (8), Verenigde Staten (5), Australië (5), Duitsland (2), Zuid-Afrika (2), Frankrijk (1), Oostenrijk (1) en Nieuw-Zeeland (1).
Haar beste resultaat op de grandslamtoernooien is het bereiken van de finale op Roland Garros 1972, samen met landgenote Nell Truman.

#### Gemengd dubbelspel
In deze discipline bereikte zij de finale op Roland Garros 1971, met de Sovjet-speler Toomas Leius aan haar zijde. Op het toernooi van Pörtschach in 1968, waar zij ook al de enkelspel- en de vrouwendubbelspeltitel had gewonnen, pakte zij met de Hongaar István Gulyás ook de winst in het gemengd dubbelspel, waarbij haar dubbelspelpartner Nell Truman nu haar tegenstandster was.

### Tennis in teamverband
In de periode 1966–1972 maakte Shaw deel uit van het Britse Fed Cup-team – zij vergaarde daar een winst/verlies-balans van 15–9. In 1971 en 1972 bereikte zij de finale van de Wereldgroep.
Zevenmaal vertegenwoordigde zij het Verenigd Koninkrijk bij de Wightman Cup (1966–1972). Daarbij wist het Britse team slechts één keer van de Amerikaanse dames te winnen (in 1968).

## Palmares

### Finaleplaatsen enkelspel
| nr.              | finale     | toernooi        | ondergrond    | tegenstandster   | score         | ref    |
| ---------------- | ---------- | --------------- | ------------- | ---------------- | ------------- | ------ |
| gewonnen finales |            |                 |               |                  |               |        |
| 1.               | 1968-09-01 | WTA Pörtschach  | gravel        | Elena Subirats   | 6-1, 7-5      | [ 7 ]  |
| 2.               | 1969-12-08 | WTA Brisbane    | gras          | Karen Krantzcke  | 11-9, 6-3     | [ 8 ]  |
| verloren finales |            |                 |               |                  |               |        |
| 1.               | 1966-06-03 | WTA Manchester  | gras          | Billie Jean King | 2-6, 1-6      | [ 6 ]  |
| 2.               | 1968-04-27 | WTA Bournemouth | gravel        | Virginia Wade    | 4-6, 1-6      | [ 13 ] |
| 3.               | 1968-10-17 | WTA Stalybridge | hardcourt (i) | Margaret Court   | 5-7, 4-6      | [ 11 ] |
| 4.               | 1969-05-03 | WTA Bournemouth | gravel        | Margaret Court   | 7-5, 4-6, 4-6 | [ 14 ] |
| 5.               | 1969-07-12 | WTA Newport     | gras          | Margaret Court   | 4-6, 4-6      | [ 15 ] |
| 6.               | 1969-10-05 | WTA Berkeley    | hardcourt     | Margaret Court   | 4-6, 7-5, 0-6 | [ 16 ] |
| 7.               | 1970-06-20 | WTA Londen      | gras          | Margaret Court   | 6-2, 6-8, 2-6 | [ 17 ] |
| 8.               | 1970-10-17 | WTA Edinburgh   | tapijt (i)    | Sharon Walsh     | 2-6, 6-8      | [ 18 ] |
|                  |            |                 |               |                  |               |        |
| 9.               | 1978-06-03 | WTA Surbiton    | gras          | Evonne Goolagong | 1-6, 1-6      | [ 12 ] |

### Finaleplaatsen vrouwendubbelspel
| nr.              | finale     | toernooi           | ondergrond    | partner         | tegenstandsters                    | score           | ref     |
| ---------------- | ---------- | ------------------ | ------------- | --------------- | ---------------------------------- | --------------- | ------- |
| gewonnen finales |            |                    |               |                 |                                    |                 |         |
| 1.               | 1968-09-01 | WTA Pörtschach     | gravel        | Nell Truman     | Helen Amos Elena Subirats          | 6-3, 6-8, 6-0   | [ 7 ]   |
| 2.               | 1968-10-17 | WTA Stalybridge    | hardcourt (i) | Mary-Ann Eisel  | Margaret Court Patricia Walkden    | 2-6, 6-4, 6-4   | [ 11 ]  |
| 3.               | 1968-11-16 | WTA Londen         | hardcourt (i) | Mary-Ann Eisel  | Christine Janes Nell Truman        | 6-2, 6-3        | [ 19 ]  |
| 4.               | 1969-05-31 | WTA Surbiton       | gras          | Judy Tegart     | Betty Stöve Joyce Williams         | 6-4, 7-5        | [ 20 ]  |
| 5.               | 1969-07-12 | WTA Newport        | gras          | Mary-Ann Curtis | Margaret Court Patricia Walkden    | 6-4, 6-1        | [ 15 ]  |
| 6.               | 1970-07-19 | WTA Frinton-on-Sea | gras          | Nell Truman     | Margaret Court Robin Lloyd         | 6-4, 6-4        | [ 21 ]  |
| 7.               | 1971-02-07 | WTA Christchurch   | gras          | Kathleen Harter | Gail Chanfreau Evonne Goolagong    | 6-4, 4-6, 7-5   | [ 22 ]  |
|                  |            |                    |               |                 |                                    |                 |         |
| 8.               | 1978-06-03 | WTA Surbiton       | gras          | Lesley Charles  | Clare Harrison Deborah Jevans      | 6-2, 6-4        | [ 12 ]  |
| verloren finales |            |                    |               |                 |                                    |                 |         |
| 01.              | 1966-07-31 | WTA South Orange   | gras          | Virginia Wade   | Rosie Casals Billie Jean King      | 13-15, 9-7, 5-7 | [ 10 ]  |
| 02.              | 1966-08-13 | WTA Locust Valley  | gras          | Virginia Wade   | Mary-Ann Eisel Billie Jean King    | 16-14, 2-6, 4-6 | [ 23 ]  |
| 03.              | 1966-10-02 | WTA Berkeley       | hardcourt     | Virginia Wade   | Rosie Casals Judy Tegart           | 1-6, 4-6        | [ 24 ]  |
| 04.              | 1968-06-01 | WTA Surbiton       | gras          | Joyce Williams  | Robin Lloyd Judy Tegart            | 8-10, 3-6       | [ 25 ]  |
| 05.              | 1968-08-11 | WTA Hamburg        | gravel        | Judy Tegart     | Annette du Plooy Patricia Walkden  | 3-6, 5-7        | [ 26 ]  |
| 06.              | 1968-10-26 | WTA Perth          | hardcourt (i) | Mary-Ann Eisel  | Margaret Court Patricia Walkden    | 12-14, 4-6      | [ 27 ]  |
| 07.              | 1968-11-02 | WTA Aberavon       | tapijt (i)    | Mary-Ann Eisel  | Margaret Court Patricia Walkden    | 2-6, 3-6        | [ 28 ]  |
| 08.              | 1968-11-09 | WTA Torquay        | hout (i)      | Mary-Ann Eisel  | Margaret Court Patricia Walkden    | 2-6, 4-6        | [ 29 ]  |
| 09.              | 1968-11-23 | WTA Londen         | tapijt (i)    | Mary-Ann Eisel  | Margaret Court Patricia Walkden    | 6-4, 3-6, 4-6   | [ 30 ]  |
| 10.              | 1969-10-05 | WTA Berkeley       | hardcourt     | Kerry Harris    | Margaret Court Lesley Hunt         | 3-6, 4-6        | [ 16 ]  |
| 11.              | 1969-11-22 | WTA Rockdale       | gravel        | Jan O'Neill     | Karen Krantzcke Kerry Melville     | 6-4, 2-6, 3-6   | [ 31 ]  |
| 12.              | 1969-12-08 | WTA Brisbane       | gras          | Kerry Harris    | Karen Krantzcke Christina Sandberg | 5-7, 4-6        | [ 8 ]   |
| 13.              | 1970-01-01 | WTA Adelaide       | gras          | Kerry Harris    | Karen Krantzcke Kerry Melville     | regen           | [ 32 ]  |
| 14.              | 1970-01-04 | WTA Perth          | gras          | Margaret Court  | Karen Krantzcke Kerry Melville     | 2-6, 6-3, 3-6   | [ 33 ]  |
| 15.              | 1970-08-17 | WTA Hamburg        | gravel        | Virginia Wade   | Karen Krantzcke Kerry Melville     | 0-6, 1-6        | [ 34 ]  |
| 16.              | 1970-08-?? | WTA Kitzbühel      | gravel        | Helga Niessen   | Brenda Kirk Annette du Plooy       | 4-6, 7-5, 3-6   | [ 35 ]  |
| 17.              | 1970-11-14 | WTA Londen         | tapijt (i)    | Joyce Williams  | Ann Haydon-Jones Virginia Wade     | 6-1, 6-7, 6-7   | [ 36 ]  |
| 18.              | 1971-01-04 | WTA Perth          | gras          | Virginia Wade   | Margaret Court Evonne Goolagong    | 4-6, 5-7        | [ 37 ]  |
| 19.              | 1971-03-07 | WTA Auckland       | gras          | Lesley Bowrey   | Margaret Court Evonne Goolagong    | 6-7, 0-6        | [ 38 ]  |
| 20.              | 1971-04-04 | WTA Durban         | hardcourt     | Kerry Harris    | Margaret Court Evonne Goolagong    | 6-3, 3-6, 3-6   | [ 39 ]  |
| 21.              | 1971-07-10 | WTA Newport        | gras          | Gail Chanfreau  | Helen Gourlay Kerry Harris         | 3-6, 6-8        | [ 40 ]  |
| 22.              | 1971-08-08 | WTA Cincinnati     | gravel        | Gail Chanfreau  | Helen Gourlay Kerry Harris         | 4-6, 4-6        | [ 41 ]  |
| 23.              | 1972-04-09 | WTA Johannesburg   | hardcourt     | Joyce Williams  | Evonne Goolagong Helen Gourlay     | 4-6, 4-6        | [ 42 ]  |
| 24.              | 1972-05-20 | WTA Guildford      | gravel        | Joyce Williams  | Evonne Goolagong Helen Gourlay     | 2-6, 1-6        | [ 43 ]  |
| 25.              | 1972-06-04 | Roland Garros      | gravel        | Nell Truman     | Billie Jean King Betty Stöve       | 1-6, 2-6        | details |

### Finaleplaatsen gemengd dubbelspel
| nr.              | finale     | toernooi           | ondergrond | partner          | tegenstanders                      | score         | ref     |
| ---------------- | ---------- | ------------------ | ---------- | ---------------- | ---------------------------------- | ------------- | ------- |
| gewonnen finales |            |                    |            |                  |                                    |               |         |
| 1.               | 1968-09-01 | WTA Pörtschach     | gravel     | István Gulyás    | Nell Truman Robert Howe            | 9-7, 7-5      | [ 7 ]   |
| verloren finales |            |                    |            |                  |                                    |               |         |
| 1.               | 1969-07-12 | WTA Newport        | gras       | Gerald Battrick  | Margaret Court Mark Cox            | 4-6, 6-1, 2-6 | [ 15 ]  |
| 2.               | 1970-07-19 | WTA Frinton-on-Sea | gras       | John Alexander   | Ann Haydon-Jones Hank Irvine       | forfait       | [ 21 ]  |
| 3.               | 1971-06-06 | Roland Garros      | gravel     | Toomas Leius     | Françoise Dürr Jean-Claude Barclay | 2-6, 4-6      | details |
| 4.               | 1971-11-13 | WTA Torquay        | tapijt (i) | Keith Wooldridge | Betty Stöve Jaime Fillol           | 1-6, 6-4, 2-6 | [ 44 ]  |

## Resultaten grandslamtoernooien
| Legenda | Legenda                          |
| ------- | -------------------------------- |
| g.t.    | geen toernooi gehouden           |
| l.c.    | lagere categorie                 |
| –       | niet deelgenomen                 |
| G       | uitgeschakeld in de groepsfase   |
| 1R      | uitgeschakeld in de eerste ronde |
| 2R      | uitgeschakeld in de tweede ronde |
| 3R      | uitgeschakeld in de derde ronde  |
| 4R      | uitgeschakeld in de vierde ronde |
| KF      | uitgeschakeld in de kwartfinale  |
| HF      | uitgeschakeld in de halve finale |
| F       | de finale verloren               |
| W       | het toernooi gewonnen            |
| w-v     | winst/verlies-balans             |

### Enkelspel
| toernooi        | 1965 | 1966 | 1967 | 1968 | 1969 | 1970 | 1971 | 1972 | 1973 | 1974 | 1975 | 1976 | 1977 | 1977 | 1978 |
| --------------- | ---- | ---- | ---- | ---- | ---- | ---- | ---- | ---- | ---- | ---- | ---- | ---- | ---- | ---- | ---- |
| Australian Open | –    | –    | –    | –    | –    | HF   | HF   | –    | –    | –    | –    | –    | –    | –    | –    |
| Roland Garros   | –    | –    | –    | –    | –    | –    | 3R   | 3R   | –    | –    | –    | –    | –    | –    | –    |
| Wimbledon       | 2R   | 1R   | 3R   | 3R   | 3R   | KF   | KF   | 4R   | 1R   | 3R   | 4R   | 2R   | 2R   | 2R   | 1R   |
| US Open         | –    | –    | –    | –    | 3R   | –    | 2R   | –    | –    | –    | –    | –    | –    | –    | –    |

### Vrouwendubbelspel
| toernooi        | 1965 | 1966 | 1967 | 1968 | 1969 | 1970 | 1971 | 1972 | 1973 | 1974 | 1975 | 1976 | 1977 | 1977 | 1978 |
| --------------- | ---- | ---- | ---- | ---- | ---- | ---- | ---- | ---- | ---- | ---- | ---- | ---- | ---- | ---- | ---- |
| Australian Open | –    | –    | –    | –    | –    | HF   | HF   | –    | –    | –    | –    | –    | –    | –    | –    |
| Roland Garros   | –    | –    | 2R   | –    | –    | –    | KF   | F    | –    | –    | –    | –    | –    | –    | –    |
| Wimbledon       | 2R   | KF   | 3R   | KF   | 2R   | KF   | 1R   | HF   | KF   | 2R   | 3R   | KF   | 3R   | 3R   | 3R   |
| US Open         | –    | HF   | HF   | –    | KF   | –    | KF   | –    | –    | –    | –    | –    | –    | –    | –    |

### Gemengd dubbelspel
| toernooi        | 1965 | 1966 | 1967 | 1968 | 1969 | 1970 | 1971 | 1972 | 1973 | 1974 | 1975 | 1976 | 1977 | 1977 |      | 1979 |
| --------------- | ---- | ---- | ---- | ---- | ---- | ---- | ---- | ---- | ---- | ---- | ---- | ---- | ---- | ---- | ---- | ---- |
| Australian Open | –    | –    | –    | –    | –    | g.t. | g.t. | g.t. | g.t. | g.t. | g.t. | g.t. | g.t. | g.t. | g.t. |      |
| Roland Garros   | –    | –    | 2R   | –    | –    | –    | F    | –    | –    | –    | –    | –    | –    | –    | –    |      |
| Wimbledon       | 3R   | –    | 1R   | 3R   | 4R   | 3R   | 4R   | 3R   | 4R   | 4R   | 2R   | 1R   | 1R   | 1R   | 2R   |      |
| US Open         | –    | 2R   | KF   | –    | 2R   | –    | 2R   | –    | –    | –    | –    | –    | –    | –    | –    |      |